# Амадей IX
Амадей IX Савойский Счастливый (итал. Amedeo IX di Savoia il Beato; 1 февраля 1435 — 30 марта 1472, Верчелли) — герцог Савойский, князь Пьемонта в 1465—1472 годах. Был сыном Людовика I Савойского (1413 — 1465) и Анны де Лузиньян (1419—1462).
Амадей был болен эпилепсией и не имел достаточно сил для управления государством. Реальная власть находилась в руках его жены Иоланды и брата Филиппа.

## Семья
В 1452 году он женился на Иоланде Французской (1434—1478), сестре короля Франции Людовика XI и дочери Карла VII.
У них было 10 детей:
- Людовик (1453)
- Анна (1455—1480), в 1478 вышла замуж за Федериго, короля Неаполя (1452—1504)
- Карл (1456—1471), князь Пьемонта
- Луиза (1462—1503), замужем с 1479 года
- Мария (? — 1511), с 1476 года замужем за Филиппом Хахберг-Заузенбергским (1454—1503); во втором браке — за Жаком д`Асси (фр. Jacques d´Assay)
- Филиберт I (1465—1482), герцог Савойский, князь Пьемонта
- Бернард (1467)
- Карл I (1468—1490), герцог Савойский, князь Пьемонта
- Жак-Луи (1470—1485)
- Жан-Клод Галеаццо (1472)

В 1677 году был причислен Римско-Католической Церковью к лику блаженных. День памяти в Католической церкви — 30 марта.